# Карін Брінессе
Карін Брінессе (нід. Karin Brienesse, 17 липня 1969) — нідерландська плавчиня.
Призерка Олімпійських Ігор 1988 року, учасниця 1992, 1996 років.
Призерка Чемпіонату світу з водних видів спорту 1986, 1991 років.
Чемпіонка Європи з водних видів спорту 1991 року, призерка 1985, 1987 років.